# Molophilus occultus
Molophilus occultus là một loài ruồi trong họ Limoniidae. Chúng phân bố ở miền Cổ bắc.